# Scutigera coleoptrata
Scutigera coleoptrata este unul dintre cei mai cunoscuți reprezentanți al clasei Chilopoda. Este un chilopod de culoare galben-gri cu 15 perechi de picioare. Inițial specie endemică pentru regiunea mediteraneană, acesta s-a răspândit în toată lumea locuind de obicei în casele oamenilor. Este un insectivor, se hrănește cu alte artropode, cum ar fi insectele și arahnidele.

## Morfologie

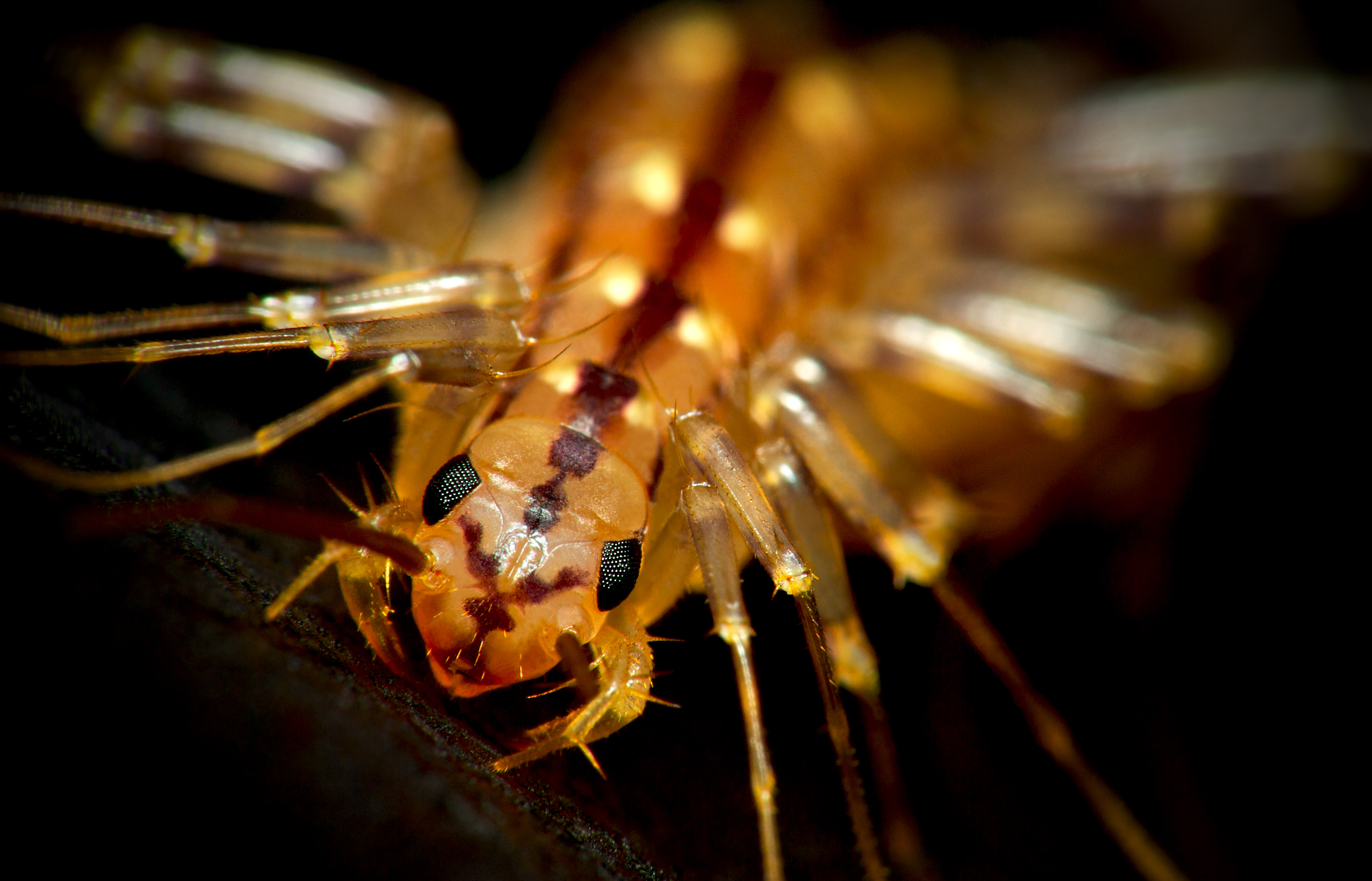
capul scutigerii în detaliu

Scutigera coleoptrata este de 25 – 35 mm în lungime și are până la 15 de perechi de picioare extrem de lungi. Cu tot cu antene, aceasta are vizual între 75 mm – 100 mm în lungime. Aceste picioare delicate sunt atașate de un corp rigid. Acest lucru îi permite să atingă viteze surprinzătoare, de până la 0,4 metri pe secundă. Cu aceeași ușurință scutigera traversează rapid pereții și tavanul caselor. Corpul său este de culoare galben-gri și are trei dungi dorsale de culoare închisă. Picioarele, de asemenea, au dungi mai întunecate. Lungimea picioarelor se mărește dinspre cap spre telson (pigidiu). Spre deosebire de majoritatea celorlalte chilopode, scutigera are ochii bine dezvoltați. Ochii fasetați ai Scutigerii îi permit să sesizee lumina albă și razele ultraviolete. Scutigera este capabilă să diferențieze diferite specii de insecte. În prezent se studiază corelația dintre vederea, relativ, bună și modul de viață nocturn. Când este iluminată, ea se ascunde la întuneric. Se observă o automimicrie, picioarele având aspectul unor antene. Când este în repaus, nu e ușor să indentifici capul acesteia.

## Reproducere
Femelele depun ouăle primăvara. Într-un experiment de laborator 24 de scutigere au depus în medie 63 de ouă, iar maximul a fost de 151 de ouă. Ca și la alte artropode, larvele scutigerii reprezintă versiuni miniaturale ale adulților, deși cu un număr redus de picioare. La eclozare, tinerii au numai patru perechi de picioare. La prima năpârlire se dezvoltă doar o pereche de membre. La celelate cinci năpârliri ulterioare se adaugă câte două perechi. Adulții pe parcursul vieții năpârlesc de 3 ori, menținându-și numărul de membre. Schema numărului de năpârlire și apariția noilor perechi de picioare arată astfel: perechile 4-5-7-9-11-13-15-15-15-15. Ei trăiesc în jur de 3 - 7 ani, în funcție de mediu. Ating maturitatea sexuală în al treilea an de viață. Pentru împerechere masculul și femela formează un cerc și comunică contactând cu antene. Apoi, masculul depune un spermatofor pe terene care este preluat de femelă. Ouăle sunt depuse în sol și acoperite cu resuri vegetale. Scutigera coleoptrata a fost observată îngrijind de pontă. Femela înconjoară cu corpul ei ponta cu ouă, iar mai târziu și larvele. Aceasta are loc timp de câteva săptămâni. În plus, femela mai secretă o substanță contra fungilor.

## Ecologie
Acest chilopod aduce un mare folos oamenilor, deoarece se hrănește cu diverse insecte dăunătoare din case. Ea nu poate aduce stricăciuni mobilierului sau produselor alimentare. Chiar dacă sunt veninoase, membrele sunt prea subțiri, neputând să penetreze pielea umană.Scutigera coleoptrata vânează păianjeni, păduchi, termite, gândaci, furnici și alte artropode întâlnite în case. Preventiv, scutigera injectează venin în prada cu ajutorul unor membre specializate. Acestea nu fac parte din aparatul bucal, așa că strict vorbind această este o înțepătură și nu mușcătură. El este vânător nocturn, lucifug. În ciuda prezenții unor ochi fasetați, bine dezvoltați, el preferă să folosescă antenele pentru a detecta prada. Antenele poartă receptorii olfactivi și tactili. După ce și-a prins victima, o ține strâns cu mandibulele și picioarele anterioare. În acest fel, el poate să prindă mai multe insecte în același timp. Pentru a captura prada scutigera sare asupra ei sau utilizează picioarele într-o tehnica specială. Un studiu, a demonstrat capacitatea scutigerii de a distinge prada de dușman, evitând insecte periculoase. Când întâlnește o viespe, ea se retrage după injectarea veninului pentru a aștepta când acesta o va omorî. Dacă un picior este prins de inamic, atunci ea îl desprinde.

## Habitat
Scutigera coleoptrata preferă să trăiască în locurile umede și răcoroase din case. Sistemul respirator nu are niciun mecanism pentru închiderea stgimelor respiratorii. De aceea, au nevoie de un mediu care să le protejeze de deshidratare și de frigul excesiv. Majoritatea scutigerelor care se întâlnesc în afara caselor, trăiesc sub pietre, piloți de lemn, în grămezi de frunze putrezite. În perimetrul casei, acesta poate fi găsit oriunde. Cel mai des, se întâlnește în subsoluri, băi și toalete, care oferă o umiditate ridicată, însă pot fi găsite și în  birouri, dormitoare și sufragerie. Primăvara, uneori, scutigera părăsește locuințele umane, dar se întoarce toamna pentru iernat.

## Răspândire
Scutigera coleoptrata este originară din regiunea mediteraneană, dar s-a răspândit foarte repede în toată Europa, Asia și America de Nord. În America de Nord, această specie a ajuns la mijlocul secolui XIX, împreună cu coloniștii noi-veniți. În curând Scutigera coleoptrata a fost obsevată chiar și în cele mai îndepărtate regiuni ale globului: Japonia, Australia, Noua Zeelandă și Africa de Sud.